# Funäsdalssjön
Funäsdalssjön är en sjö i Härjedalens kommun i Härjedalen och ingår i Ljusnans huvudavrinningsområde. Sjön har en area på 2,15 kvadratkilometer och ligger 583,3 meter över havet. Sjön avvattnas av vattendraget Funnan (Lillån).

## Delavrinningsområde
Funäsdalssjön ingår i det delavrinningsområde (693981-133077) som SMHI kallar för Utloppet av Funäsdalssjön. Medelhöjden är 672 meter över havet och ytan är 24,84 kvadratkilometer. Räknas de 6 avrinningsområdena uppströms in blir den ackumulerade arean 76,97 kvadratkilometer. Funnan (Lillån) som avvattnar avrinningsområdet har biflödesordning 2, vilket innebär att vattnet flödar genom totalt 2 vattendrag innan det når havet efter 387 kilometer. Avrinningsområdet består mestadels av skog (76 procent). Avrinningsområdet har 2,11 kvadratkilometer vattenytor vilket ger det en sjöprocent på 8,5 procent. Bebyggelsen i området täcker en yta av 1,26 kvadratkilometer eller 5 procent av avrinningsområdet.